# Burgstall Hirtlbach
Der Burgstall Hirtlbach ist eine abgegangene hochmittelalterliche Höhenburg auf dem 500 m ü. NHN hohen Bibereckerberg etwa 300 Meter südöstlich der Pfarrkirche St. Valentin in Hirtlbach, einem Ortsteil der Marktgemeinde Markt Indersdorf im Landkreis Dachau in Bayern. Die Anlage wird als Bodendenkmal unter der Aktennummer D-1-7633-0020 im Bayernatlas als „verebnete Abschnittsbefestigung des frühen oder älteren Mittelalters“ geführt.

## Geschichte
Auf dem Bibereckerberg residierte von 1150 bis 1170 ein „Heinrich von Hartelbach“, ehedem eine dreieckige keltische Schanze. Nachfolger waren die Herren von Eisenhofen. In der Nähe befinden sich Grabhügel aus der Zeit der keltischen Vindelicier (ca. 150 v. Chr.).
Von der ehemaligen dreieckigen Burganlage sind noch Wall- und Grabenreste erhalten. Die Anlage ist im 14. Jahrhundert	verfallen.